# 이석만
이석만(1980년 5월 8일 ~ )은 롯데, 두산에서 뛰었던 전 야구 선수다. 2009년에 은퇴 후, 부천고 야구부 코치로 활동중이다.

## 기록
- 2003년 : 4경기 3이닝 3.00
- 2005년 : 4경기 6.2이닝 4.05

## 출신 학교
- 외서초등학교
- 순천이수중학교
- 순천효천고등학교
- 원광대학교

## 같이 보기
- 2003년 롯데 자이언츠 시즌